# Cécile Morgand
Cécile Morgand, née le 27 mai 1872 à Paris où elle est morte le 13 janvier 1954, est une peintre française.

## Biographie
Cécile Morgand est la fille de François Emire Morgand, bijoutier, et de Marie Léontine Schwister.
Élève de Louise Thoret, de Paul Thomas, et de Marcel Baschet, elle expose au Salon à partir de 1899 où elle obtient une mention honorable en 1902.
Elle meurt célibataire à son domicile de la rue Gay-Lussac, à l'âge de 81 ans.

## Exposition rétrospective
- 2009: Exposition "Le Musée du Faouët sort de sa réserve": Scène de marché au Faouët (huile sur toile)[5].